# Casas (kommun)
Casas är en kommun i Mexiko.   Den ligger i delstaten Tamaulipas, i den centrala delen av landet, 500 km norr om huvudstaden Mexico City.
Följande samhällen finns i Casas:
- Casas
- Campo Número Tres
- Jacinto Canek
- El Amparo
- Cinco de Febrero
- Campo Número Dos
- Nuevo San Francisco